# Jerez de los Caballeros

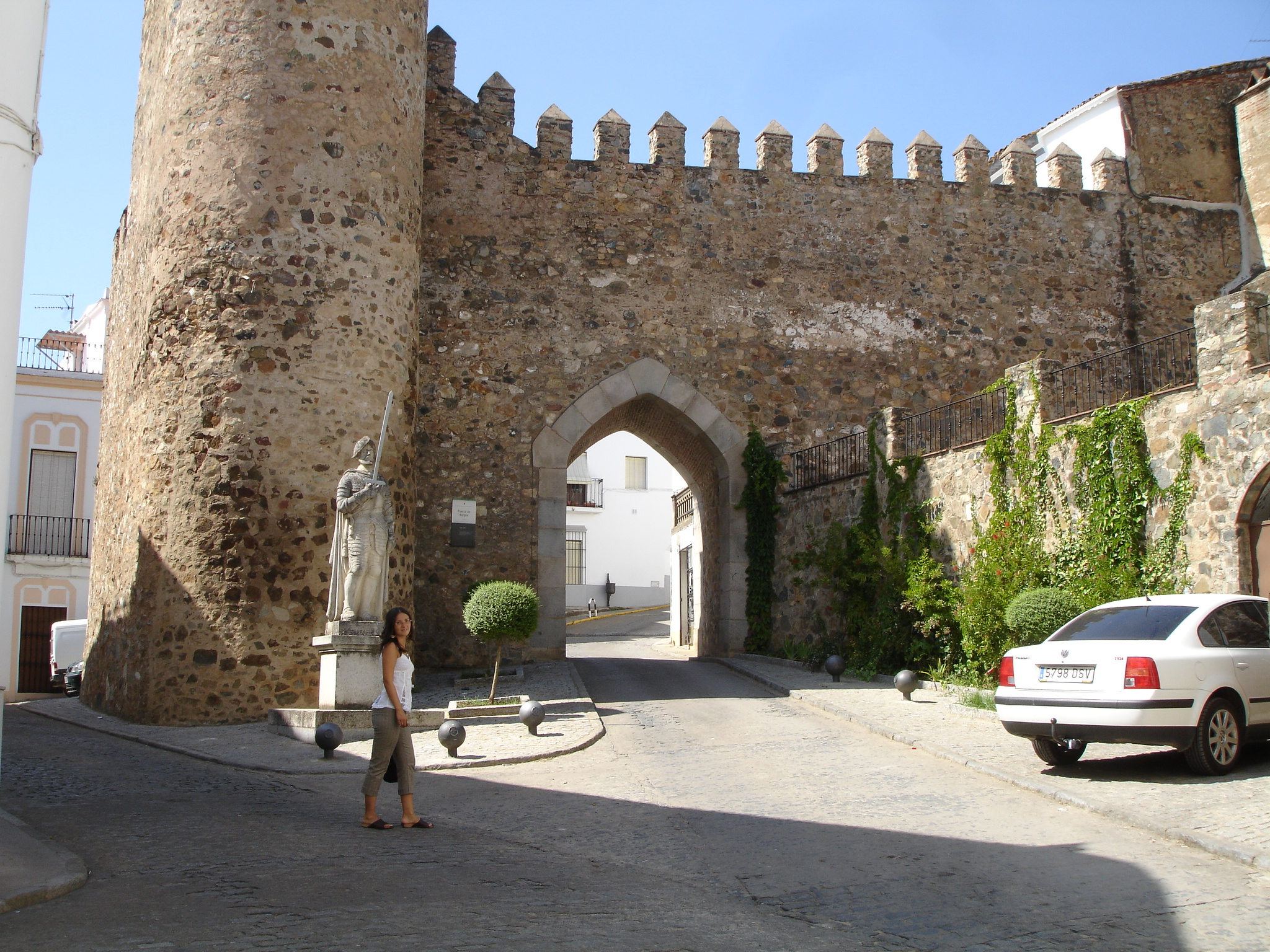
Muralha

Jerez de los Caballeros é um município da Espanha na comarca de Sierra Suroeste, província de Badajoz, comunidade autónoma da Estremadura, de área 740,5 km². Em 2021 tinha 9 171 habitantes (densidade: 12,4 hab./km²).

## História

### Pré-história e Antiguidade
Jerez de los Caballeros já é habitada desde a Pré-história. Existem vestígios arqueológicos como os dólmenes Toriñuelo , Valcavado e Palomilla. Os fenícios eram conhecedores desta zona e há opiniões no sentido de que terão sido eles os fundadores da cidade, baptizando-a de Ceret.
Durante a ocupação romana, Jerez, que na época era conhecida como Fama Iulia Seria ou Caeriana, terá sido uma povoação com bastante população, como o testemunham alguns vestígios arqueológicos da chamada Vila do Pomar e também o facto de estar próxima de duas importantes cidades romanas, Itálica (já desaparecida) e Emérita Augusta, a actual Mérida. Deste período foram descobertas em Jerez numerosas inscrições e outros vestígios arquelógicos aludindo a famílias romanas importantes. Conservam-se ainda outros vestígios como os mosaicos do Pomar, a calçada o empedrado alto e as pontes do Pontão e Velha.

### Idade Média
Do período visigodo existem alguns vestígios de lápides e inscrições, entre as quais se destaca a que existe numa coluna da igreja de Santa Maria, com a data da consagração da mesma no dia 25 de dezembro de 556.
Durante o domínio muçulmano a cidade era conhecida como Xerixa ou Xeris e não há dúvida que foi uma cidade importante. Infelizmente restam poucos monumentos ou vestígios deste período, ainda que existam algumas reminiscências, como a Mouraria.
Com a conquista em 1230 por Afonso IX de Leão, com a ajuda dos templários, Jerez entrou no período cristão. Em 1240 foi necessária uma campanha militar para garantir a segurança da zona. Preocupado com o perigo muçulmano, o rei de Leão doou a vila à Ordem dos Templários, que iniciou o repovoamento e desenvolvimento da comarca.
A dissolução da Ordem do Templo em 1312, por bula do papa Clemente V, fez passar as suas possessões em território castelhano para a coroa. Contam as histórias populares que os templários resistiram e que no fim da luta morreram todos os cavaleiros degolados, o que deu o nome Torre sangrenta a um dos baluartes da muralha de Jerez.
A partir de 1312, Jerez passou a ser propriedade da coroa castelhana, passando a ter o direito a enviar representantes para a corte. Nos anos que se seguiram o castelo passou para mãos portuguesas, que mantiveram a posse da fortaleza até 1330. Em 1370 o rei Henrique II de Castela cedeu a cidade à Ordem de Santiago, que melhorou radicalmente a cidade, embora reste pouca informação sobre este período.

### Da Idade Moderna à atualidade
O século XVI trouxe um período de crescimento para Jerez. Multiplicaram-se os edifícios monumentais, aumentou a população e, entre 1523 e 1526, Carlos V concedeu-lhe o título de muy nobre e leal cidade. Os séculos XVII e XVIII foram uma época de decadência para a cidade. Houve uma grande pobreza, que piorou após a restauração da independência de Portugal, em 1640. Durante a Guerra da Sucessão Espanhola, Portugal colocou-se do lado de Carlos de Áustria, tendo invadido Jerez em 1706, 1710 e 1711.

## Demografia
| Variação demográfica do município entre 1991 e 2004 | Variação demográfica do município entre 1991 e 2004 | Variação demográfica do município entre 1991 e 2004 | Variação demográfica do município entre 1991 e 2004 |
| --------------------------------------------------- | --------------------------------------------------- | --------------------------------------------------- | --------------------------------------------------- |
| 1991                                                | 1996                                                | 2001                                                | 2004                                                |
| 10191                                               | 9429                                                | 9492                                                | 9723                                                |

## Património
Em Jerez podemos encontrar os seguintes monumentos religiosos:
- Igreja de Santa Maria da Encarnação
- Igreja de São Miguel
- Igreja de São Bartolomeu
- Igreja de Santa Catarina
- Ermida de São Lázaro
- Ermida do Cristo da Verdadeira Cruz
- Ermida de Santiago
- Ermida dos Santos Mártires
- Ermida de São Roque
- Ermida de São Lourenço
- Convento de Santo Agostinho
- Convento de Nossa Senhora da Consolação
- Convento Mãe de Deus
- Convento de Águas santas
- Convento da Graça